# Javed Iqbal
Javed Iqbal Mughal, também conhecido como Mukri (Laore, 8 de outubro de 1956 - Laore, 8 de outubro de 2001), foi um assassino em série paquistanês que foi considerado culpado de abuso sexual e assassinato de 100 crianças.

## Início
O seu pai era um empresário, e Iqbal era o seu sexto filho. Ele foi à faculdade Railway Road como um estudante intermédio. Em 1978, enquanto estudante, começou um negócio. Iqbal viveu numa vivenda em Shadbagh que o seu pai tinha comprado. Lá, ele estabeleceu um negócio de aço e viveu com crianças.

## Assassinatos, prisão e julgamento
Em dezembro de 1999, Iqbal enviou uma carta para a polícia e para editor chefe Khawar Naeem Hashmi do jornal de Lahore, confessando o assassinato de 100 rapazes, todos com idades entre os 6 e os 16 anos. Na carta, ele indicou que estrangulou e desmembrou as vítimas - a sua maioria fugitivos e órfãos, vivendo nas ruas de Lahore - e livrou-se dos corpos usando barris de ácido clorídrico. Deixou os restos num rio local. Na sua casa, polícia e jornalistas encontraram manchas de sangue nas paredes e no chão com a corrente com que Iqbal dizia ter estrangulado as suas vítimas e ainda fotografias de suas várias vítimas em sacos de plástico. Estes itens estavam etiquetados com papéis escritos à mão. Dois barris de ácido com partes humanas parcialmente dissolvidas foram também deixados abertos para a polícia encontrar, com uma nota indicando "os cadáveres nesta casa foram deliberadamente deixados para que as autoridades os encontrem".
Iqbal confessou na sua carta que tinha planejado se afogar no rio de Ravi após os seus crimes mas, depois de a polícia não ter tido sucesso na sua busca, no rio, pensaram que seria, o que pensavam na altura, a maior caça ao homem no Paquistão, que já tinham testemunhado. Quatro cúmplices, rapazes adolescentes que tinham partilhado a casa com Iqbal, foram presos em Sohawa. Em dias, um deles morreu estando em custódia da polícia, alegadamente por ter saltado uma janela, tendo a autópsia provado que teria sido força policial.
Um mês depois, Iqbal entregou-se nos escritórios do jornal Daily Jang em 30 de dezembro de 1999. Foi consequentemente preso. Ele indica que se entregou ao jornal porque tinha receio que a polícia o matasse.
Apesar do seu diário conter detalhes e descrições sobre os assassinatos, e apesar de a sua escrita coincidir com as etiquetas na sua casa, ele indicou em tribunal que era inocente e que toda a situação era apenas uma forma de atrair as crianças que estavam em apuros ou fugidas de famílias pobres. Indicou ainda que as declarações que fez à polícia foram feitas sob pressão. Mais de 100 pessoas testemunharam contra Iqbal e ele e os seus cúmplices foram considerados culpados.
Iqbal foi sentenciado à morte por enforcamento. O juíz sentenciou dizendo "Vai ser enforcado em frente dos pais cujas crianças matou. O seu corpo será depois cortado em 100 pedaços e posto em ácido, da mesma forma que matou as crianças".

## Morte
Na manhã de 8 de outubro de 2001, Iqbal e o seu cúmplice Sajid Ahmad cometeram suicídio na prisão central de Lahore em Kot Lakhpat. Recusaram-se a fazer declarações finais, e não deixaram testamento.